# سنت کلیر (مینه‌سوتا)
سنت کلیر، مینه‌سوتا (به انگلیسی: St. Clair, Minnesota) یک شهر در ایالات متحده آمریکا است که در شهرستان بلو ارث، مینه‌سوتا واقع شده‌است.

## خصوصیات
سنت کلیر ۲٫۱۲ کیلومترمربع مساحت و ۸۶۸ نفر جمعیت دارد و ۲۹۷ متر بالاتر از سطح دریا واقع شده‌است.